# Пучхон
Пучхо́н (кор. 부천시?, 富川市?, Bucheon-si) — город в провинции Кёнгидо, Южная Корея. Власти Пучхона продвигают концепцию культурной столицы столичного региона Судогвон.

## История
В 1914 году несколько районов города Инчхон и уезда Пупхён были объединены под названием «Пучхон». В 1931 году волость (мён) Кёнам (кор. 계남면) была переименована в Соса (кор. 소사면). В 1941 году Соса получил более высокий административный статус «ып» (уездный город). После получения независимости от Японии, северо-западная часть Пучхона была вновь присоединена к Инчхону. Статус города был присвоен Пучхону в 1973 году.
В 1988 году Пучхон был поделён на два муниципальных округа: Намгу (южный) и Чунгу (центральный). Округ Намгу вскоре был переименован в Сосагу. В 1993 году после раздела Чунгу были сформированы два новых округа: Вонмигу и Оджонгу.

## География
Пучхон — относительно небольшой по территории город с высокой плотностью населения. Лежит между городами Инчхон и Сеул. Практически всю территорию города занимают жилые кварталы.

## Административное деление

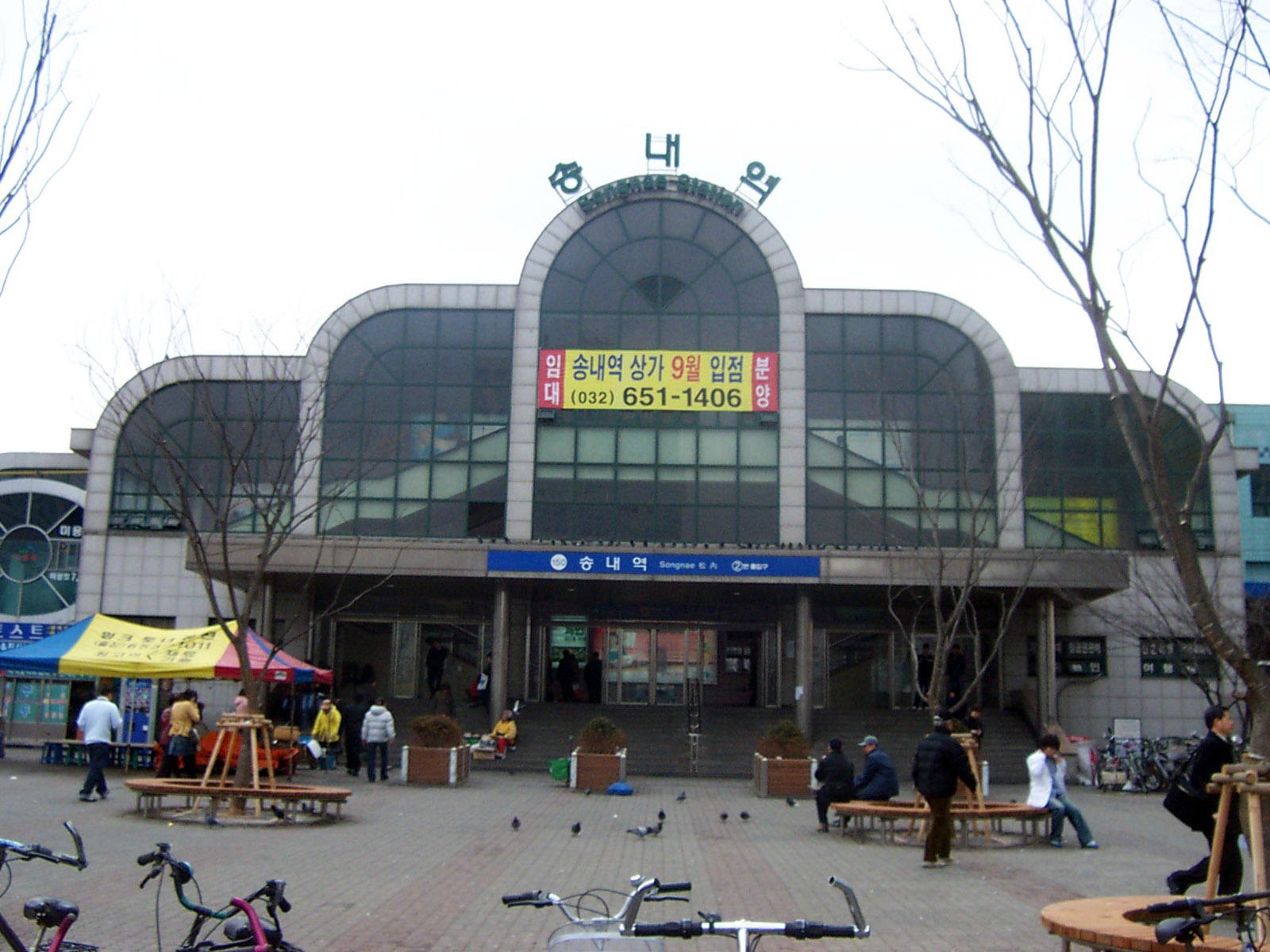
Центральная станция

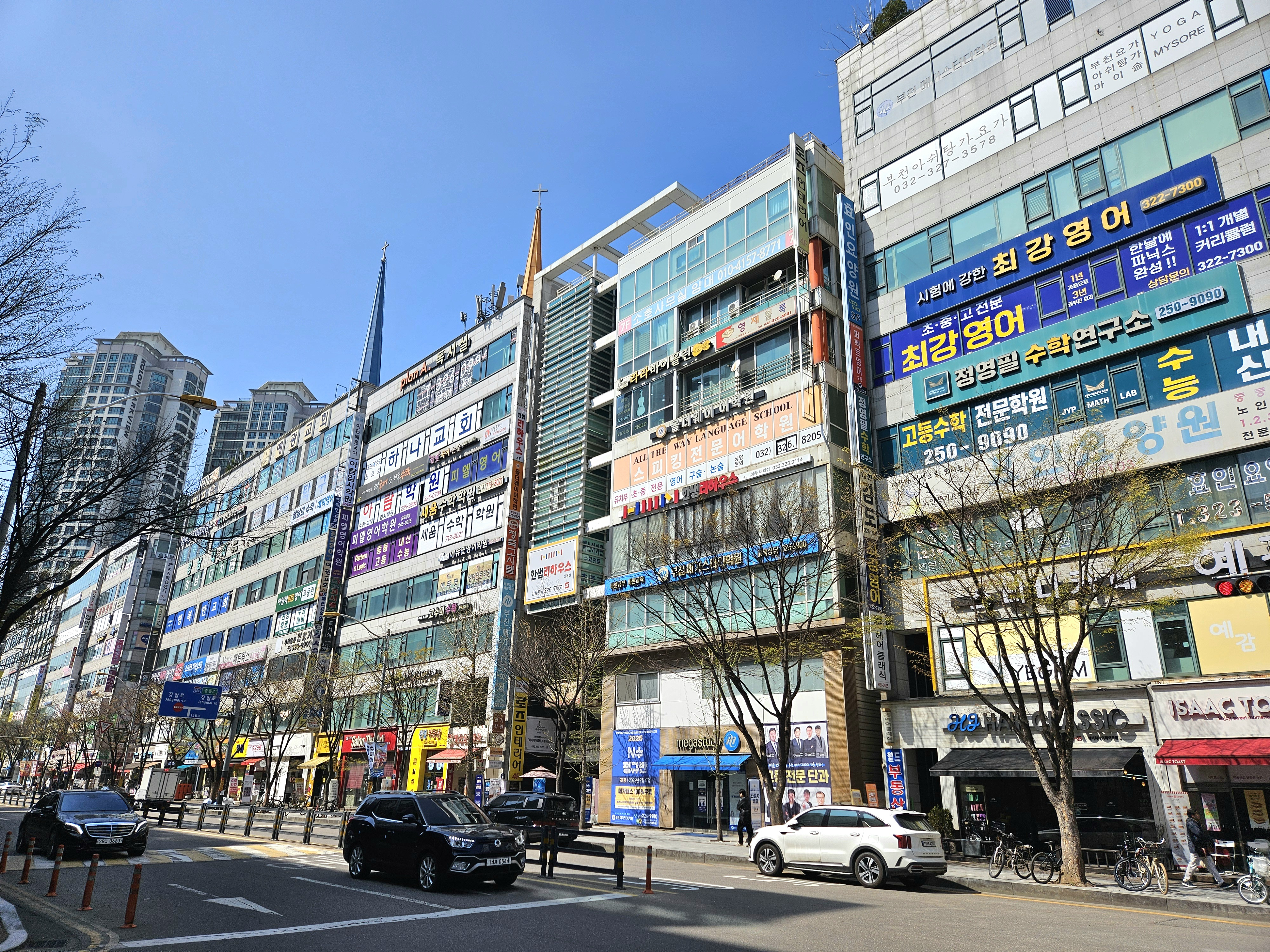
Центральные районы города

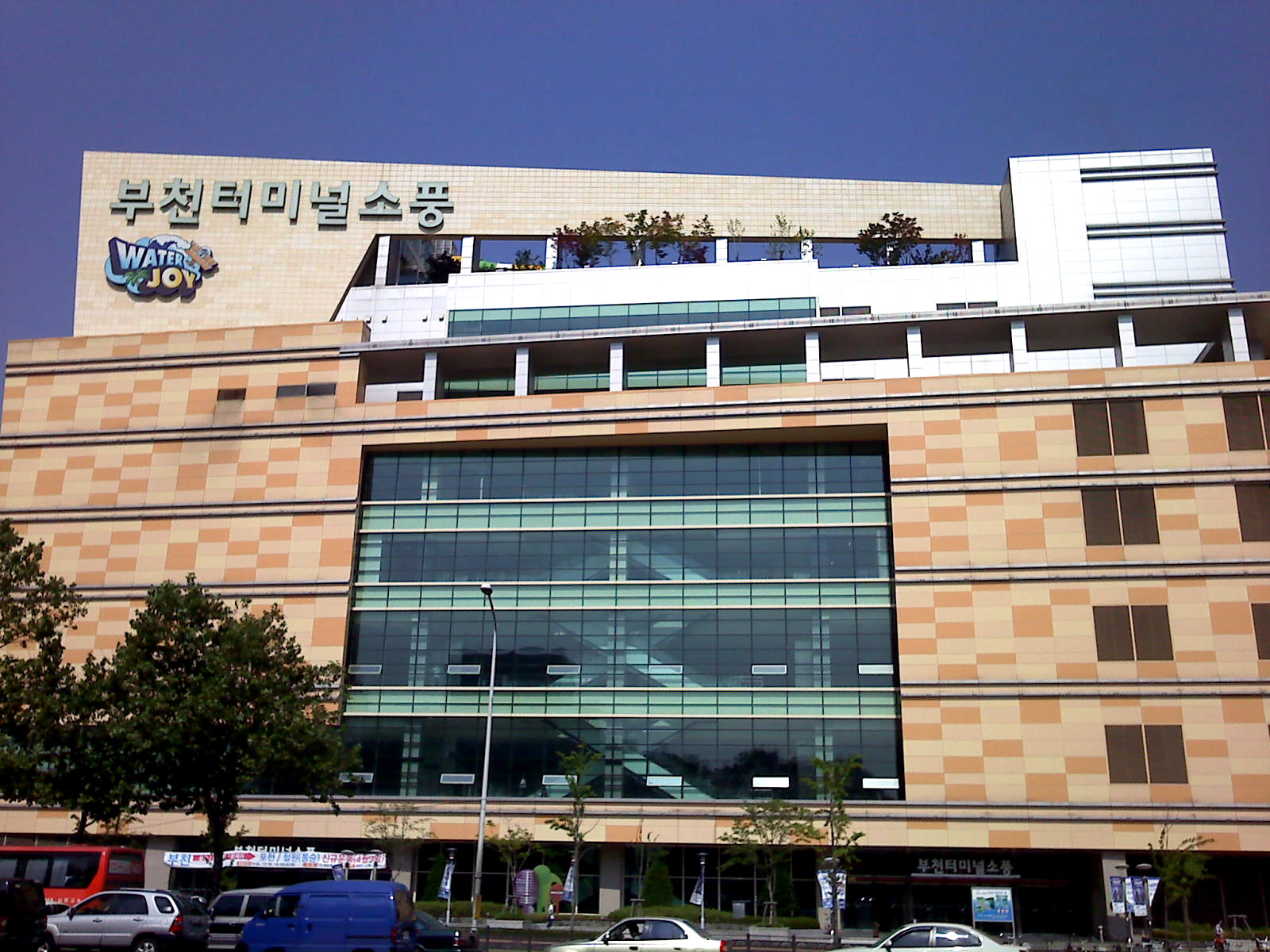
Автобусный терминал

Пучхон административно делится на 3 ку (гу) и 37 тон (дон):
| Округ            | Район            | Хангыль   | Площадь, км² | Население, чел |
| ---------------- | ---------------- | --------- | ------------ | -------------- |
| Вонмигу (원미구) | Вонми-идон       | 원미2동   | 0,51         | 16 540         |
| Вонмигу (원미구) | Вонми-ильдон     | 원미1동   | 0,99         | 20 690         |
| Вонмигу (원미구) | Йонгок-идон      | 역곡2동   | 1,10         | 18 067         |
| Вонмигу (원미구) | Йонгок-ильдон    | 역곡1동   | 1,13         | 19 550         |
| Вонмигу (원미구) | Сандон           | 상동      | 0,91         | 22 055         |
| Вонмигу (원미구) | Сан-идон         | 상2동     |              | 32 712         |
| Вонмигу (원미구) | Сан-ильдон       | 상1동     | 2,25         | 28 478         |
| Вонмигу (원미구) | Сан-самдон       | 상3동     |              | 34 290         |
| Вонмигу (원미구) | Симгок-идон      | 심곡2동   | 0,59         | 16 579         |
| Вонмигу (원미구) | Симгок-ильдон    | 심곡1동   | 0,47         | 14 292         |
| Вонмигу (원미구) | Симгок-самдон    | 심곡3동   | 0,43         | 15 598         |
| Вонмигу (원미구) | Сосадон          | 소사동    | 0,55         | 11 056         |
| Вонмигу (원미구) | Тодандон         | 도당동    | 2,01         | 26 182         |
| Вонмигу (원미구) | Чундон           | 중동      | 0,94         | 18 613         |
| Вонмигу (원미구) | Чун-идон         | 중2동     | 1,17         | 32 823         |
| Вонмигу (원미구) | Чун-ильдон       | 중1동     | 1,25         | 36 118         |
| Вонмигу (원미구) | Чун-садон        | 중4동     | 8,05         | 23 890         |
| Вонмигу (원미구) | Чун-самдон       | 중3동     | 0,93         | 27 437         |
| Вонмигу (원미구) | Чхуныйдон        | 춘의동    | 2,92         | 16 483         |
| Вонмигу (원미구) | Яктэдон          | 약대동    | 0,69         | 10 396         |
| Оджонгу (오정구) | Вонджон-идон     | 원종2동   | 0,78         | 25 420         |
| Оджонгу (오정구) | Вонджон-ильдон   | 원종1동   | 1,61         | 27 221         |
| Оджонгу (오정구) | Коган-ильдон     | 고강1동   | 1,84         | 17 883         |
| Оджонгу (오정구) | Коган-пондон     | 고강본동  | 1,71         | 35 597         |
| Оджонгу (오정구) | Оджондон         | 오정동    | 6,88         | 23 321         |
| Оджонгу (오정구) | Синхындон        | 신흥동    | 3,14         | 21 841         |
| Оджонгу (오정구) | Сонгоктон        | 성곡동    | 4,09         | 44 445         |
| Сосагу (소사구)  | Квеандон         | 괴안동    | 1,03         | 24 582         |
| Сосагу (소사구)  | Помбактон        | 범박동    | 2,92         | 22 119         |
| Сосагу (소사구)  | Симгок-пондон    | 심곡본동  | 0,95         | 20 656         |
| Сосагу (소사구)  | Симгок-понильдон | 심곡본1동 | 0,76         | 20 567         |
| Сосагу (소사구)  | Соса-понильдон   | 소사본1동 | 1,21         | 16 283         |
| Сосагу (소사구)  | Соса-понидон     | 소사본2동 | 0,8          | 10 987         |
| Сосагу (소사구)  | Соса-понсамдон   | 소사본3동 | 1            | 37 041         |
| Сосагу (소사구)  | Соннэ-идон       | 송내2동   | 1,24         | 28 210         |
| Сосагу (소사구)  | Соннэ-ильдон     | 송내1동   | 1,13         | 23 856         |
| Сосагу (소사구)  | Соннэ-самдон     | 송내3동   | 1,79         | 25 834         |

## Образование
ВУЗы города включают Пучхонский колледж, Колледж Юхан, пучхонский кампус Корейского католического университета и Сеульский теологический университет.

## Туризм и достопримечательности
Властями города Пучхон позиционируется как культурный центр центральной части Южной Кореи. Культурная и туристическая жизнь города представлена следующими достопримечательностями:
- Пучхонский филармонический оркестр — один из самых известных оркестров в Корее.[3] Пучхонский филармонический был первым музыкальным коллективом, получившим в 2005 году премию Хоам, являющуюся в Южной Корее аналогом Нобелевской премии.[4]
- Пучхонский кинофестиваль — проходит в городе с 1997 года. Этот фестиваль специализируется на фантастическом кино.[5][6]
- Музей анимации — расположен в округе Вонмигу.[7]
- Музей стекла и керамики — выставлены экспонаты в основном зарубежных европейских мастеров периода 18 — 20 веков.[7]
- Фестиваль искусств Поксаголь — проходит с 1985 года ежегодно весной. В рамах фестиваля проводится театрализованное шествие, выставки художников и литераторов, музыкальные конкурсы, выступления фольклорных коллективов.[8]
- Парк шедевров мировой архитектуры — в этом парке представлен ряд шедевров мировой архитектуры в уменьшенном виде. Здесь можно найти здание Сиднейской оперы, Эйфелеву башню, храм Василия Блаженного и другие знаменитые сооружения.[9]
- Акробатические театр Тончхан — один из старейших в Корее, существует в течение 70 лет.[9]

## Известные уроженцы и жители
- Пён Бэкхён — участник бой-бэнда EXO
- Пён У Сок — актёр и модель.

## Города-побратимы
Пучхон имеет несколько городов-побратимов в Южной Корее и за рубежом:
Внутри страны
- Город Хвасон, провинция Кёнгидо — с 1996
- Уезд Понхва, провинция Кёнсан-Пукто — с 1997
- Уезд Муджу, провинция Чолла-Пукто — с 1997
- Округ Сонпхагу, город Сеул — с 1996
- Уезд Окчхон, провинция Чхунчхон-Пукто — с 1997
- Уезд Каннын, провинция Канвондо — с 1997

За рубежом
- Харбин, провинция Хэйлунцзян, Китай — с 1995
- Вэйхай, провинция Шаньдун, Китай — с 2000
- Хабаровск, Россия — с 2002
- Бейкерсфилд, штат Калифорния, США — с 2006
- Окаяма, префектура Окаяма, Япония — с 1996 — Статус дружественного города
- Кавасаки, префектура Канагава, Япония — с 2002 — Статус дружественного города